# Museo de Arte Moderno de Santo Domingo
El Museo de Arte Moderno de la República Dominicana,  Fue inaugurado el 15 de diciembre de 1976 como Galería de Arte Moderno, en el complejo de la Plaza de la Cultura 'Juan Pablo Duarte', sector urbano de jardines y edificios, exclusivamente construido para fines culturales, constituyendo un conjunto excepcional en el área del Caribe. En el año 1992, a raíz de la celebración del V Centenario del Descubrimiento de América, durante el gobierno del Presidente Joaquín Balaguer, cambia su denominación a Museo de Arte Moderno, tomando en cuenta la importancia y similitud de la labor desempeñada con la de otras instituciones museísticas a nivel internacional, obteniendo piezas de gran valor. En el año 2000, con la creación de la Secretaría de Estado de Cultura, bajo el gobierno del Presidente Leonel Fernández, el MAMD pasó a ser dependencia de la misma. Han fungido como directores, el señor Antonio Fernández Spencer (1976), Sra. Rosa Meléndez (1978), Sr. Porfirio Herrera Franco (1986), Sr. Alberto Bass (1996) y la Sra. Sara Hermman Zsabo (2000). La Sra. María Elena Ditrén es la Directora Actual (2010) del Museo de Arte Moderno Dominicano.
Es la principal Institución del Estado Dominicano dedicada a la conservación, puesta en valor y divulgación del arte moderno y contemporáneo dominicano, nacional e internacional. Desde su creación posee algunas de las obras más destacadas de los precursores de la plástica dominicana, a partir de la Independencia Nacional en 1844, hasta las producidas por artistas contemporáneos. Hoy en día, el Museo de Arte Moderno posee el patrimonio público de las artes visuales más importantes del país, que abarca más de un siglo de escultura, pintura, dibujo, grabado, y fotografía. Dentro de sus objetivos cabe destacar el de salvaguardar, restaurar y difundir el patrimonio artístico, prestando especial interés a la racionalización museo-lógica y museo-gráfica de la colección permanente, con el fin de lograr una mejor lectura de obras, y además concertar proyectos de carácter inconstitucional que garanticen la calidad de las exposiciones y eventos culturales así como la difusión y el disfrute del público, incrementando las posibilidades de desarrollo humano y cultural de la sociedad dominicana.

## Áreas y Exhibiciones
Colección Permanente:
Comprende una gran cantidad de obras dominicanas y extranjeras las cuales parte de ellas son exhibidas periódicamente con una moderna museografía que evoca el dinamismo que caracteriza al Museo de Arte Moderno.

Exposiciones Temporales:
Son muestras itinerantes que tienen como objetivo ofrecer a los visitantes una mirada distinta de las diferentes manifestaciones del arte.

Biblioteca:
Especializada en artes visuales, está dirigida a estudiantes, artistas e investigadores de arte; cuenta con una gran colección bibliográfica clasificada para satisfacer las demandas de sus usuarios, proyectando al museo como un centro de investigación.

Tienda:
Tiene al alcance del público una gran variedad de libros, revistas y catálogos de importantes artistas y exposiciones. Además de poner a la venta obras de importante valor para todos los visitantes.

Auditorio:
Es un espacio utilizado para dictar importantes paneles, conferencias, talleres y seminarios; además de otras actividades que van acorde con la naturaleza y visión del Museo.